# Martin Brunnhuber

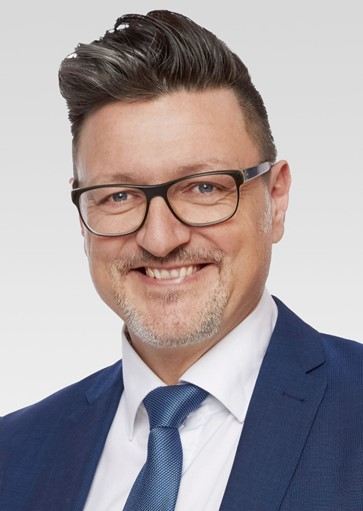
Martin Brunnhuber (2024)

Martin Brunnhuber (* 1975) ist ein deutscher Politiker (Freie Wähler, FW) und Berufsschullehrer. Er ist seit Oktober 2023 Abgeordneter im Bayerischen Landtag.

## Lebenslauf
Brunnhuber erwarb die Hochschulreife auf dem zweiten Bildungsweg. Er studierte Bauingenieurwesen an der Fachhochschule München und Lehramt für berufliche Schulen an der Technischen Universität München. Seine Promotion absolvierte er an der Ludwig-Maximilians-Universität München.  
Beruflich begann Brunnhuber an der FOSBOS Rosenheim (Mathematik/Technologie), stieg später zum stellvertretenden Schulleiter am Staatlichen Beruflichen Schulzentrum in Traunstein auf und wurde dann Schulleiter des Staatlichen Beruflichen Schulzentrums Berchtesgadener Land in Freilassing. 
Zwischen 2011 und 2023 war er als Berater und Referent für die Einführung von Qualitätsmanagementsystemen an beruflichen Schulen (QmbS) tätig. 
Seinen Wehrdienst leistete er im Hochgebirgszug Bad Reichenhall. In seiner Freizeit widmet sich Brunnhuber gerne dem Bergsport und ehrenamtlichen Engagement in seinem Heimatort. 
Er ist verheiratet und hat zwei Töchter.

## Politik
Brunnhuber ist kommunalpolitisch aktiv als Mitglied des Gemeinderates in Grabenstätt und als stellvertretender Vorsitzender der Kreisvereinigung der Freien Wähler Traunstein.
Bei der Landtagswahl in Bayern am 8. Oktober 2023 erzielte er bei den Erststimmen im Stimmkreis Traunstein mit 20,4 % die zweitmeisten Stimmen. Mit den zehntmeisten Stimmen seiner Partei im Wahlkreis Oberbayern wurde er in den Landtag gewählt. Insgesamt erhielten die Freien Wähler in Oberbayern elf Mandate.
Gremien und Ausschüsse
- Seit 21.11.2023: Mitglied des Ausschusses für Bildung und Kultus
- Seit 21.11.2023: Vorsitzender des Ausschusses für Fragen des öffentlichen Dienstes
- Seit 01.01.2024: Mitglied im Verwaltungsrat der Bayerischen Landeszentrale für politische Bildungsarbeit
- Seit 30.11.2023: Stellvertretender Vorsitzender des Anstaltsbeirates der JVA Bernau